# Færdselsdynamik
Færdselsdynamik er en dansk undervisningsfilm fra 1977, der er instrueret af Werner Hedman efter manuskript af ham selv og Hans J. Johansen.

## Handling
Introduktion og supplement til knallertkørsel for 7.-8. klasse. I filmen medvirker børn og unge fra Rødovre knallertskole.